# جاستن إراسموس
جاستن إراسموس (بالإنجليزية: Justin Erasmus)‏ هو لاعب كرة قاعدة جنوب أفريقي، ولد في 22 يناير 1990 في جوهانسبرغ في جنوب أفريقيا.

## وصلات خارجية
- جاستن إراسموس على موقع دوري كرة القاعدة الرئيسي (الإنجليزية)
- جاستن إراسموس على موقع دوري أستراليا لكرة القاعدة (الإنجليزية)
- جاستن إراسموس على موقعبيزبول رفرنس.كوم (الدوري الثانوي) (الإنجليزية)